# Jordan Howard Sobel
Jordan Howard Sobel (22 de septiembre de 1929 - 26 de marzo de 2010) fue un filósofo canadiense-estadounidense especializado en ética, lógica y teoría de la decisión. Fue profesor de filosofía en la Universidad de Toronto, Canadá. Además de sus áreas de especialización, Sobel hizo contribuciones notables en los campos de la filosofía de la religión y teoría del valor. Antes de su muerte, Sobel fue considerado por el apologista cristiano William Lane Craig como el principal defensor filosófico del ateísmo antes de Graham Oppy.

## Biografía
Nacido y criado en Chicago, Illinois, Sobel se graduó de Hyde Park High School en Chicago antes de estudiar en la Universidad de Illinois, donde obtuvo una licenciatura en Comercio y Derecho en 1951. Luego obtuvo una maestría en Filosofía en la Universidad de Iowa, seguida de un doctorado en Filosofía en la Universidad de Michigan en 1961. Su disertación, titulada "¿Y si todos hicieran eso?" (What if everyone did that?). Fue supervisado por Richard Cartwright y William Frankena.

## Enseñanza
La carrera docente de Sobel comenzó en Monteith College, Wayne State University (1960–1961), antes de ocupar cargos en la Universidad de Princeton (1961–1963), UCLA (1963–1969), Universidad de Massachusetts, Amherst (1968–1969). El mismo año se incorporó a la Universidad de Toronto, donde enseñó durante 28 años hasta su jubilación en 1997.
Sobel ha disfrutado de una estrecha relación con la Universidad de Uppsala, Suecia, ocupando dos cátedras visitantes en 1986, 1991, 1997–1998 y luego hasta 2004. En 2003, la Universidad de Uppsala otorgó un doctorado honoris causa a Sobel. También ocupó cátedras visitantes en laUniversidad de Dalhousie en 1988 y en la Universidad de Umeå en 1995.

## Trabajo
Sobel es autor de más de 75 publicaciones arbitradas en filosofía, así como de cuatro libros. Sus primeras publicaciones se centraron en la ética, sobre todo en el utilitarismo y el determinismo. Más adelante en su carrera, sus intereses giraron hacia la teoría de la decisión y la filosofía de la religión.

## Lógica y teísmo
En 2004, Sobel publicó lo que muchos consideran su obra magna: Lógica y teísmo: argumentos a favor y en contra de las creencias en Dios (Logic and Theism: Arguments For and Against Beliefs in God). El trabajo es una descripción completa de muchos de los argumentos de ambos lados dentro de la filosofía analítica de la religión. Sobel utiliza la lógica simbólica, lógica inductiva, teoría de conjuntos y otras herramientas dentro de la filosofía analítica para analizar críticamente argumentos cosmológicos, argumentos ontológicos, argumentos teleológicos y otros argumentos a favor de la existencia de Dios. Sobel también reformula una nueva versión sonora del problema lógico del mal y revela la tensión entre los atributos divinos de Dios. El trabajo fue muy bien recibido por los filósofos de ambos lados del debate. El filósofo ateo Graham Oppy afirmó que el trabajo es "el mejor libro sobre argumentos sobre la existencia de Dios que ha aparecido hasta ahora". El filósofo católico Robert Koons describió la obra como el mejor libro sobre filosofía de la religión escrito desde un punto de vista ateo desde El milagro del teísmo de J. L. Mackie. El filósofo protestante William Lane Craig describe el trabajo como un "baño ácido para el teísmo" y escribe: "No puedo pensar en ningún otro tratamiento del teísmo, ya sea por teísta o no teísta, comparable a este. Su combinación de alcance amplio y análisis penetrante lo convierte en una contribución única a la teología filosófica. El producto de toda una vida de estudio, Lógica y teísmo es testimonio del notable dominio de Howard Sobel en este tema, ya que muy pocos filósofos contemporáneos podrían haber escrito un tratamiento tan completo e incisivo".

## Libros
- Taking Chances: Essays on Rational Choice, Cambridge University Press (1994)[11]
- Puzzles for the Will, University of Toronto Press (1998)[12]
- Logic and Theism: Arguments for and against Beliefs in God, Cambridge University Press (2004)[13]
- Walls and Vaults: A Natural Science of Morals, Wiley (2011)[14]

## Manuscritos
En el momento de su muerte, Sobel había estado trabajando en varios proyectos de libros. A excepción de Walls and Vaults, que se publicó póstumamente, todos estos libros permanecen inéditos, pero están disponibles en la versión archivada de su sitio web.
- No Light Matter: Socrates and Plato on Justice
- Ends and Means: Aristotle on Happiness and Virtue
- The Mystery and The Glory: Immanuel Kant’s Philosophy of Morals
- Good and Gold: a Judgmental History of Metaethics from G. E. Moore through J. L. Mackie
- Words and Symbols, Proofs and Invalidations